# Anastasia van Sirmium
Sint Anastasia (Grieks: Ἀναστασία: "Opstanding", vaak Ἁγία Ἀναστασία ἡ Φαρμακολύτρια, Agia Anastasia Pharmacolitria, wat betekent: "Heilige Anastasia de Genezer") was een christelijke heilige en martelaar die stierf in Sirmium. Over Anastasia is weinig bekend, behalve dat ze stierf bij de vervolgingen van Diocletianus; de meeste verhalen over haar zijn enkele eeuwen na haar dood geschreven en zijn verschillend van inhoud. In de verhalen is ze of een Romeinse of een Sirmiaanse en of een Romeins burger of een patriciër. In een legende wordt ze beschreven als de dochter van een zekere Praetextus en de leerling van Sint-Chrysogonus. Haar moeder was de H. Fausta van Sirmium.
Anastasia wordt al lang vereerd als genezer en exorcist. Haar lichaam ligt in de Kathedraal van Sint Anastasia in Zadar, Kroatië.
Ze is een van de zeven vrouwen - exclusief de Heilige Maagd Maria - die worden herdacht bij hun naam in de Kanon van de mis.